# 에런 스티븐스
애런 스티븐스(Aaron Steven) 본명은 애런 스티븐 하다드(Aaron Steven Haddad) 미국의 프로레슬링선수다. 1982년 8월 3일이다. WWE에서 아이돌 스티븐즈(Idol Stevens)m 데미안 샌도우(Damien Sandow)라는 링네임으로 활동했다. 피니쉬는 아이돌라이저/M14(암 트랩 스냅 스윙 넥브레이커), ,스탠딩 서퍼보드 헤드 스톰프, 터미너스(스트레이트 재킷 넥브레이커), 사일런서(암 트랩 싯아웃 사이드 슬램), 유얼 웰컴!(풀 넬슨 슬램), 다이빙 엘보우 드롭, 스컬 크러싱 피날레(풀 넬슨 페이스버스터), 피겨 포 레그락, 모디파이드 러시안 레그스윕으로 사용을 한다. 2013년 wwe 머니 인 더 뱅크 우승자이고 2013년 10월 28일에 존시나 부상당한 팔을 공격 하면서 머니 인 더 뱅크를 캐싱했는데 결국에는 존 시나에 AA에맞고 패배를 했다 그후 존재감이없다가 미즈와 합쳐서 데미안 미즈도우라고하였다. WWE태그팀챔피언을 하였고 그후에는 존재감이없다가 커티스액슬 하고 손을잡으면서 마초 맨도우 액슬매니아라는하였고 2015년7월에 해체했다. 2016년 5월 6일자로 WWE의 방출당한 이후 인디단체에서도 WWE 시절 테마곡은 할렐루야와 데미안 샌도우라는 링네임을 그대로 사용하며 활동하다가 2016년 8월 11일자 임팩트 레슬링에 에런 렉스(Aron Rex)라는 링네임으로 데뷔하였으나, 데뷔 초반 반짝 인기였고 갈수록 인기가 시들해지더니 2017년 3월에는 영화 촬영을 이유로 , 녹화에 불참하였고, 2017년 4월 5일자로 결별하게 된다.

## 수상
- WWE 태그팀 챔피언 1회 - 더 미즈 (1회)
- 2013 머니 인 더 뱅크 우승
- TNA 임팩트 그랜드 챔피언 1회